# La Trilogie corellienne
La Trilogie corellienne (titre original : The Corellian Trilogy) est une trilogie de romans de science-fiction écrits par Roger MacBride Allen et placés dans l'univers étendu de Star Wars.

## Résumé
Han Solo emmène sa famille en visite sur Corellia, sa planète natale, mais des personnages obscures vont lui tendre une embuscade. Pendant ce temps Luke Skywalker va aider Lando Calrissian a se trouver une femme.

## Personnages
- Leia Organa
- Chewbacca
- Han Solo
- Luke Skywalker
- Jacen Solo
- Jaina Solo
- Anakin Solo
- Lando Calrissian
- Belindi Kalenda
- R2-D2
- C-3PO

## Chronologie
1. Traquenard sur Corellia (Ambush at Corellia) – 19 ap. BY.
2. Assaut sur Selonia (Assault at Selonia) - 19 ap. BY.
3. Bras de fer sur Centerpoint (Showdown at Centerpoint) - 19 ap. BY.

## Traquenard sur Corellia
Traquenard sur Corellia est publié sous son titre original, Ambush at Corellia, aux États-Unis par Bantam Spectra le 2 février 1995,. Il est traduit en français par Grégoire Dannereau et publié par les éditions Pocket le 28 mars 1997, avec alors 282 pages,.

## Assaut sur Selonia
Assaut sur Selonia est publié sous son titre original, Assault at Selonia, aux États-Unis par Bantam Spectra le 1er juin 1995,. Il est traduit en français par Rosalie Guillaume et publié par les éditions Pocket le 28 mars 1997, avec alors 285 pages,.

## Bras de fer sur Centerpoint
Bras de fer sur Centerpoint est publié sous son titre original, Showdown at Centerpoint, aux États-Unis par Bantam Spectra le 1er septembre 1995,. Il est traduit en français par Grégoire Dannereau et publié par les éditions Pocket le 28 mars 1997, avec alors 283 pages,.